# Hall of Fame Tennis Championships 1980
L'Hall of Fame Tennis Championships 1980 è stato un torneo di tennis giocato sull'erba dell'International Tennis Hall of Fame di Newport negli Stati Uniti. È stata la 5ª edizione del torneo che fa parte del Volvo Grand Prix 1980. Il torneo si è giocato dal 7 al 13 luglio 1980.

## Campioni

### Singolare maschile
Vijay Amritraj ha battuto in finale  Andrew Pattison con il punteggio di 6–1, 5–7, 6–3

### Doppio maschile
Andrew Pattison /  Butch Walts hanno battuto in finale  Fritz Buehning /  Peter Rennert con il punteggio di 7–6, 6–4